# Ашинський
Аши́нський (рос. Ашинский, башк. Әшә) — присілок у складі Іглінського району Башкортостану, Росія. Входить до складу Красновосходської сільської ради.
Населення — 121 особа (2010; 148 в 2002).
Національний склад:
- марійці — 74 %